# Équipe cycliste Oktos
L'équipe cycliste Oktos était une équipe française de cyclisme sur route de 1999 à 2004.

## Histoire
L'équipe est créée en 1999 sous le nom Saint-Quentin-Oktos-MBK. Elle est alors en 3e division UCI, et compte pour principaux coureurs le Français Eddy Seigneur et le Lituanien Saulius Ruškys. Les performances de ce dernier, qui remporte quatre victoires dont le championnat de Lituanie, permettent à l'équipe de terminer deuxième de la 3e division, et d'être promue en 2e division pour la saison suivante.
À partir de 2000, l'équipe s'appelle Saint-Quentin-Oktos-MBK. Elle perd Eddy Seigneur, mais recrute plusieurs jeunes coureurs français et est-européens. Les deux Lituaniens Saulius Ruškys et Linas Balčiūnas sont les fers de lance de l'équipe, remportant les cinq victoires de l'équipe à eux seuls. L'équipe termine 36e de sa division sur 46. En 2001, l'équipe s'agrandit, passant de 13 à 18 coureurs, mais elle perd ses deux leaders. Il en résulte une année difficile, au cours de laquelle l'équipe ne remporte aucune victoire et termine 39e équipe de sa division sur 41.
2002 est marquée par un renouvellement presque complet de l'effectif. Seuls Vincent Templier et Laurent Paumier restent, rejoints par 15 autres coureurs, dont l'ancien 4e du Tour de France Christophe Rinero, l'ancien champion de France Stéphane Barthe, et plusieurs coureurs suisses. En mai, Laurent Paumier remporte une prestigieuse victoire au sommet du Mont Aigoual sur le Grand Prix du Midi libre devant les principaux favoris du Tour de France. Il quitte l'équipe pour AG2R Prévoyance en juillet afin de participer au Tour de France. L'équipe termine la saison avec dix victoires, dont une étape du Tour de Suisse gagnée par Eddy Lembo et trois victoires pour l'Ouzbek Sergey Krushevskiy. Elle termine 14e de 2e division.
En 2003, l'équipe retrouve son sponsor historique MBK, et se nomme MBK-Oktos-Saint-Quentin. Elle enregistre notamment le départ de ses quatre coureurs suisses, dont Pierre Bourquenoud et Jean Nuttli, le retour de Linas Balčiūnas, et l'arrivée du sprinteur britannique Jeremy Hunt. Elle obtient dix nouvelles victoires, dont une seule pour Hunt, mais cinq pour le Bulgare Ivaïlo Gabrovski, qui écrase son tour national et devient champion de Bulgarie. L'équipe termine 12e de 2e division sur 27 équipes, mais choisit de courir l'année suivante en 3e division.
2004 est la dernière année de l'équipe, qui s'appelle désormais Oktos, faute d'autres sponsors. Elle ne compte plus que 14 coureurs, et perd notamment Rinero, Hunt et Balciunas. Sept coureurs sont nouveaux, parmi lesquels Saulius Ruškys, de retour dans l'équipe. La révélation de la saison est Sylvain Calzati, deuxième de l'Étoile de Bessèges, qui quitte l'équipe pour Jean Delatour en mai, afin de participer au Tour de France. L'équipe remporte 15 victoires, principalement sur des courses mineures du calendrier. Ainsi, Ivaïlo Gabrovski remporte neuf nouvelles victoires, dont huit en Bulgarie, et Andrey Mizourov deux autres en Asie. Parmi les autres coureurs, Stéphane Barthe remporte le Tour du Poitou-Charentes et de la Vienne, et Saulius Ruškys obtient une victoire d'étape au Tour du Limousin, et de nombreuses deuxièmes places. L'équipe termine quatrième de 3e division sur 74 équipes, mais s'arrête à la fin de la saison.